# Wizards and Warriors III: Kuros: Visions of Power
Wizards and Warriors III: Kuros: Visions of Power est un jeu vidéo de plates-formes développé par Zippo Games et publié sur Nintendo Entertainment System par Acclaim Entertainment en mars 1992 en Amérique du Nord et en janvier 1993 en Europe. Il est le troisième et dernier épisode de la série Wizards and Warriors et fait suite à Wizards and Warriors et Ironsword: Wizards and Warriors II. Le jeu se déroule juste après les événements d’Ironsword alors que le guerrier Kuros vient juste de vaincre le sorcier Malkil. Ignorant que l’esprit du sorcier est encore intact, Kudos est touché par un sort qui lui fait perdre son armure, sa mémoire et son honneur. Le jeu a été développé par les fondateurs du studio Zippo Games, Ste et John Pickford. Ils le conçoivent comme un hommage au jeu Atic Atac d’Ultimate Play the Game et s’inspirent notamment d’autres titres publiés sur NES comme Metroid, Faxanadu, and Super Mario Bros. 3,. À sa sortie, le jeu est très bien accueilli par la presse spécialisée qui salue ses graphismes, son gameplay et son niveau de difficulté. Il se vend plutôt bien mais ne rencontre pas le succès de son prédécesseur. Racheté pendant le développement par Rare, Zippo Games ferme ses portes peu de temps après la sortie du jeu. Une suite était initialement prévue mais celle-ci n’a jamais été développée.

## Accueil
| Wizards and Warriors III |      |       |
| Média                    | Pays | Notes |
| AllGame                  | US   | 3/5   |
| GamePro                  | US   | 4/5   |
| Nintendo Power           | US   | 3.1/5 |